# Kanem-Bornu
Kanem-Bornu var ett historiskt rike i Afrika beläget i dagens Tchad och Nigeria. Från 800-talet omtalade arabiska geografer riket som Kanemimperiet, och det varade i olika skepnader till 1893. När riket var som störst innefattade det dagens södra Libyen, Tchad, nordöstra Nigeria, östra Niger och norra Kamerun. Från 1200-talet finns dess historia bevarad i den kungliga krönikan (Diwan) som upptäcktes 1850 av den tyske upptäcktsresanden Heinrich Barth.

## Historia
Kanemimperiet växte fram på 800-talet vid nordöstra Tchadsjön. Det bildades som en konfederation av nomader (Toubou) som talade språken tedaga och dazaga. En teori som baseras på tidiga arabiska källor visar att Zaghawafolkets dominans höll samman konfederationen. Lokala sägner förkastar dock Zaghawa och hänvisar istället till den legendariske araben Sayf ibn Dhi Yazan, som av vissa tros ha varit jemenit ur Magoumiklanen och som inledde Sefdynastin. Historiker är överens om att ledarna inom den nya staten var ättlingar till Kanembufolket. Ledarna tog titeln mai, eller kung och sågs av sina anhängare som gudomliga.
En faktor som påverkade bildandet av staterna i Tchad var genomförandet av islam under 900-talet. Araber som immigrerade från norr tog med sig den nya religionen. Mot slutet av 1000-talet konverterade den Sefiske kungen Mai Humai till islam. Vissa historiker tror att det var Humai snarare än Sayf ibn Dhi Yazan som byggde upp Sefätten som den ledande dynastin i Kanem. Islam gav de sefiska ledarna fördelarna av nya idéer från Arabien och Medelhavsvärlden liksom bildning inom administration. Många människor tog avstånd från den nya religionen till förmån för traditionella trosuppfattningar och idéer. När Humai konverterade tros Zaghawa ha brutit upp från imperiet och flyttat österut. Dessa konfliktmönster och kompromisser är återkommande i Tchads historia.
Innan 1100-talet expanderade den nomadiska Sefkonfederationen söderut in i Kanem (som betyder "söder" på tedaga). Under 1200-talet växte Kanems styre och vid samma tid blev kanembufolket mer bofasta och etablerade en huvudstad i Njimi, nordost om Tchadsjön. Trots att kanembu blev mer bofasta fortsatte Kanems härskare att röra sig genom kungadömet för att påminna herdar och bönder om regeringens makt och deras lojalitet mot regeringen genom de skatter de fick betala.

### Mai Dunama Dabbalemi
Kanems expansion nådde sin topp under den långa och intensiva regeringen under Mai Dunama Dabbalemi omkring 1221–1259. Dabbalemi införde diplomatiskt utbyte med sultaner i Nordafrika och skapade troligen förutsättningar för ett vandrarhem i Kairo för att ta hand om pilgrimer som skulle till Mecka. Under Dabbalemis regering låg Fezzanregionen (nuvarande Libyen) under Kanems styre och imperiets inflytande sträckte sig västerut till Kano, österut till Wadai och söderut till Adamawas grässlätter (i dagens Kamerun). Att rita dessa gränser på kartor kan dock vara missvisande eftersom imperiets grad av kontroll försvagades ju längre ut i periferin den kom och där lojalitet och skattebetalningar endast var symboliska. Kartografiska linjer är statiska och representerar inte nomadernas rörlighet och migration, vilket var vanligt. Lojaliteten bland människor och deras ledare var viktigare för regerandet än för den fysiska kontrollen av territoriet.
Dabbalemi införde ett system för att belöna militära ledare med bestämmande över de människor de besegrade. Systemet gjorde dock att officerarna överlämnade sina positioner till sina söner och således överförde ett ämbete som ursprungligen baserades på prestation och lojalitet mot mai, till ett system som byggde på nedärvda adelsstånd. Dabbalemi kunde undertrycka dessa tendenser, men efter sin död försvagades Sefdynastin av meningsskiljaktigheter mellan hans söner. Dynastiska fejder ledde till inbördeskrig och den avlägsna befolkningen i Kanem upphörde att betala skatt.
Vid slutet av 1300-talet splittrades Kanem av interna stridigheter och attacker utifrån. Mellan 1376 och 1400 regerade sex mai men fem av dessa dödades av invasionsstyrkor från Bulala (från området omkring Fitrisjön i öster). Denna åtgång på mai resulterade i flera pretendenter på tronen och ledde till en rad förödande krig. 1396 tvingade Bulala slutligen Mai Umar Idrismi att överge Njimi och flytta Kanembufolket till Bornu på Tchadsjöns västra sida. Över tiden ledde interkulturella giftermål mellan Kanembu- and Bornufolken att ett nytt språk, kanuri, utvecklades.

### Mai Ali Dunamami
Även i Bornu fortsatte Sefdynastins problem. Tronen bytte mai 15 gånger men omkring 1472 besegrade Mai Ali Dunamami sina rivaler och påbörjade samlingen av Bornu. Han byggde en befäst huvudstad i Ngazargamu, väster om Tchadsjön i nuvarande Niger, det första permanenta residenset för en Sefmai på ett århundrade. Sefs generationsväxling var så framgångsrik att de tidigt på 1500-talet besegrade Bulala och återtog Njimi. Imperiets ledare stannade dock kvar vid Ngazargamu eftersom marken var bättre för jordbruk och boskapsuppfödning.

### Mai Idris Aluma
Kanem-Bornu hade sin storhetstid under statsmannen Mai Idris Aluma (omkring 1571–1603). Aluma blev ihågkommen för sina militära kunskaper, administrativa reformer och tillgivenhet till islam. Hans främsta motståndare var hausarer i väster, tuareger och toubou i norr och Bulala i öster. Ett poem hyllar hans segrar i 330 krig och över 1 000 slag. Bland hans innovationer fanns uppförandet av fasta militäranläggningar med murar, permanenta belägringar och bränd jord där soldaterna brände allt i sin väg, bepansrade hästar och ryttare, användning av berbiska kameler, båtkarlar från Kotoko samt hjälmförsedda musketörer som hade tränats av turkiska militära rådgivare. Hans diplomatiska arbete innebar relationer med Tripoli, Egypten och Osmanska riket, vilka sände 200 ambassadörer genom öknen till domstolen i Ngazargamu. Aluma signerade även vad som förmodligen var den första överenskommelsen i Tchads historia om eld upphör. Liksom många andra sådana förhandlingar under 1970- och 1980-talen bröts dock överenskommelsen.
Aluma införde flera juridiska och administrativa reformer baserade på sin religiösa tro och islamisk lag (sharia). Han bekostade byggandet av flera moskéer och genomförde en pilgrimsresa till mecka, där han bekostade ett värdshus som kunde användas för pilgrimer från hans rike. Liksom andra dynamiska politiker ledde Alumas reformistiska mål till att han fick anlita lojala och kompetenta rådgivare och allierade, och han litade ofta till slavar som hade utbildats i överklasshem. Aluma rådfrågade regelbundet en rådgivande församling bestående av ledare för de viktigaste klanerna. Han krävde att viktiga politiker skulle bo i kungahuset och han förstärkte politiska allianser genom lämpliga giftermål. Alumas far var Kanuri och hans mor var Bulala.
Kanem-Bornu under Aluma var starkt och välmående. Regeringens intäkter kom från skatter (eller plundring om folket gjorde motstånd), slavhandel och tullar på och deltagande i transsaharisk handel. Till skillnad från Västafrika hade inte Tchadregionen något guld men trots det var den centrum för en av de lämpligaste transsahariska handelsvägarna. Mellan Tchadsjön och Fezzan låg en rad stora oaser och källor och från Fezzan fanns enkla förbindelser med Nordafrika och Medelhavet. Många produkter skickades norrut, bland annat natron, bomull, kolanöt, elfenben, strutsfjädrar, parfym, vax och djurhudar, men den viktigaste handeln var slavar. Bland importvarorna fanns salt, hästar, silke, glas, musköter och koppar.
Aluma hade ett stort intresse för handel och andra ekonomiska frågor. Han tillskrivs förbättring av vägar, byggandet av bättre fartyg för Tchadsjön, införandet av standardiserade enheter för vägning av spannmål och för att han förflyttade bönder till nya marker. Utöver detta förbättrade han enkelheten och säkerheten för transporter genom riket med målet att göra det så säkert att "en ensam kvinna klädd i guld kunde gå utan att frukta någon annan än Gud."

### Kanem-Bornus fall
Alumas administrativa reformer och militära förträfflighet höll imperiet uppe fram till mitten av 1600-talet, när makten började försvagas. I slutet av 1700-talet växte Bornus styre endast västerut in i Hausa. Vid den tiden kunde Fukanifolket, som invaderade från väster, göra intrång i Bornu. Tidigt på 1800-talet var Kanem-Bornu ett imperium i förfall och 1808 erövrade Fulanikrigare Ngazargamu. Usman dan Fodio ledde Fulanis framstöt och proklamerade jihad (heligt krig) mot de oreligiösa muslimerna i området. Hans fälttåg påverkade Kanem-Bornu och inspirerade till en islamisk ortodox inriktning. Men Muhammad al Kanem kämpade mot Fulanis framfart. Kanem var muslimskt lärd och en ickesefisk krigsherre som hade sammanfört en allians av Shuwaaraber, Kanembu och andra seminomadiska folk. Han byggde till sist en huvudstad i Kukawa (i dagens Nigeria). Sefiska mai förblev titulärmonarker fram till 1846, då den siste mai, tillsammans med män ur Wadaistammen, påskyndade ett inbördeskrig. Det var då Kanems son, Umar, blev kung och därmed avslutade en av de längsta dynastiska regeringsperioderna i regionens historia.
Även om dynastin upphörde, överlevde kungadömet Kanem-Bornu, men Umar, som undvek titeln mai till förmån för den enklare beteckningen shehu (från arabiska shaykh), kunde inte mäta sig med sin fars styrka, utan överlät gradvis kungadömet till att styras av rådgivare (wazirs). Bornu påbörjade en nedgång som ett resultat av administrativ organisation, regionala omständigheter och attacker från det militanta Wadaiimperiet i öster. Nedgången fortsatte under Umars söner och 1893 erövrades Bornu av en invasionsarmé från östra Sudan.